# Собакоголовые пресноводные ужи
Собакоголовые пресноводные ужи, или церберы (лат. Cerberus) — род змей из семейства Homalopsidae, обитающий в Юго-Восточной Азии.

## Описание

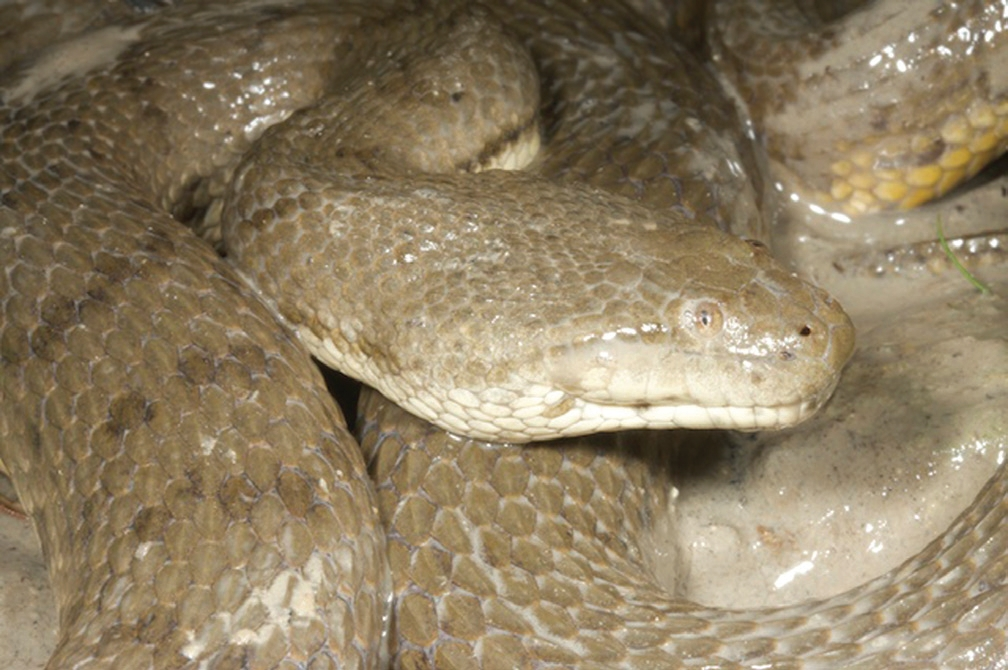
Cerberus schneiderii

Общая длина представителей этого рода колеблется от 60 см до 1,2 м. Голова по форме напоминает морду собаки, это сходство придает широкая и длинная верхняя челюсть. Голова длинная, чётко отграничена от шеи. Глаза маленькие с круглыми зрачками. Есть заднечелюстные ядовитые клыки. Туловище крепкое, вытянутое. Хвост короткий.
Окраска разнообразна: серая, коричневая, чёрная, оливковая с крапинками или пятнами. Брюхо светлее спины.
Яд не представляет угрозы для жизни человека.

## Образ жизни
Населяют устья рек, различные водоёмы, мангровые леса. Хорошо плавают и ныряют. Активны в основном ночью, изредка днём. Питаются рыбой, ракообразными, изредка земноводными.

## Размножение
Это яйцеживородящие змеи. Самки рожают до 30 детёнышей.

## Распространение
Обитают в Австралии, Индонезии, Бангладеш, Камбодже, Индии, Малайзии, Мьянме, на Филиппинах. 

## Классификация
На август 2018 года в род включают 5 видов:
- Cerberus australis (Gray, 1842) — Австралийский собакоголовый уж
- Cerberus dunsoni Murphy, Voris & Karns, 2012
- Cerberus microlepis Boulenger, 1896
- Cerberus rynchops (Schneider, 1799) — Собакоголовый уж
- Cerberus schneiderii (Schlegel, 1837)